# St. Sebastian (Burglengenfeld)

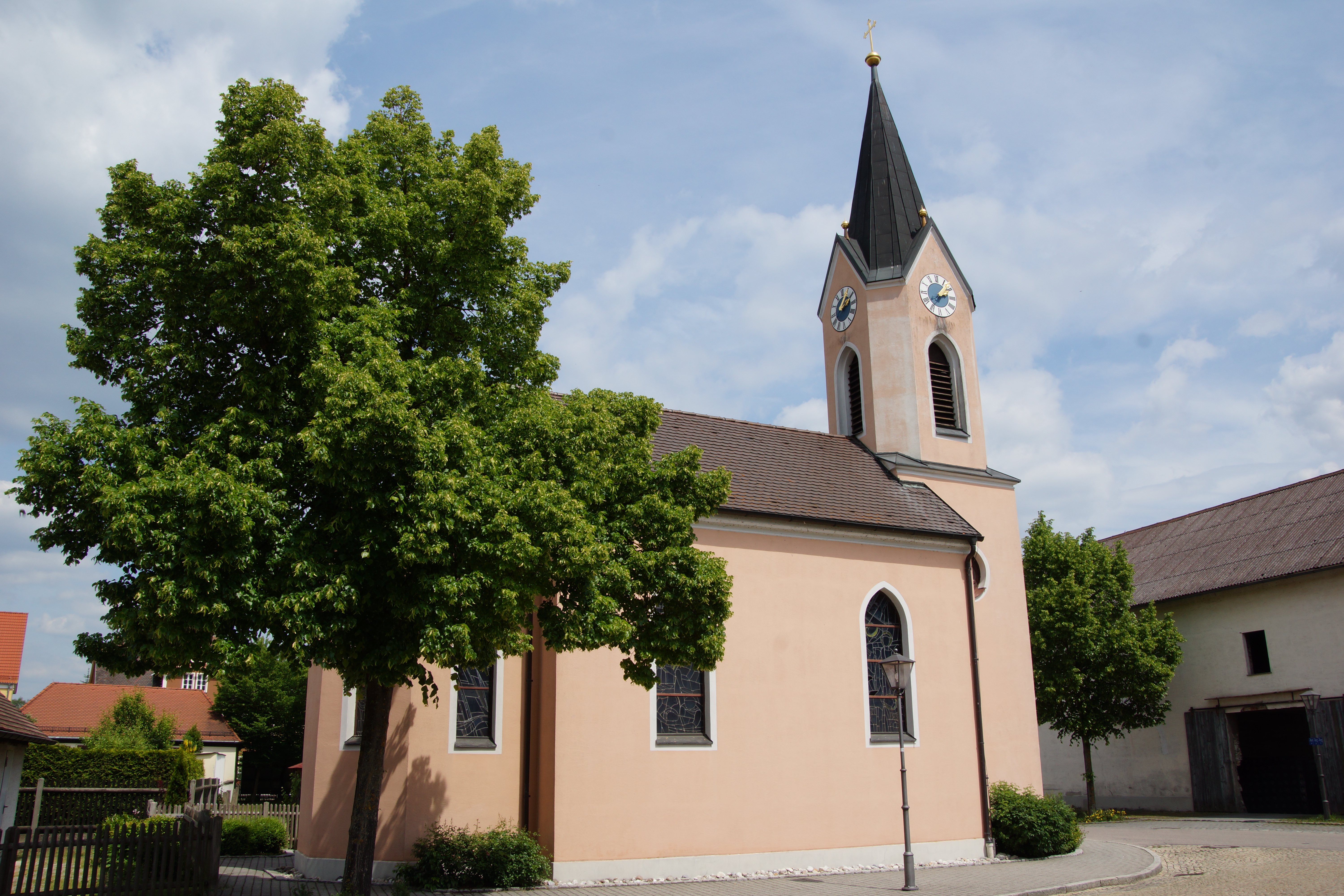
St. Sebastian

Die Kirche St. Sebastian, auch Sebastianskirche genannt, ist ein Sakralgebäude in der Oberpfälzer Stadt Burglengenfeld. Die Kirche ist Teil der Pfarrgemeinde St. Vitus.

## Geschichte
Die ursprüngliche Kirche wurde 1714 im Zuge eines Pestgelübdes der Stadtbevölkerung Burglengenfelds errichtet und befand sich in der unmittelbaren Verlängerungsachse der damaligen Naabbrücke. 1898 erhielt Burglengenfeld eine Eisenbahnanbindung nach Haidhof. Im Zuge des Bahnhofsbaus wurde die Sebastianskirche abgetragen, um eine direkte Straßenverbindung zwischen Naabbrücke und Bahnhof zu ermöglichen. Etwa in 60 Metern Entfernung zum ursprünglichen Standort wurde die Kirche neu errichtet und am 20. Januar 1902 eingeweiht.

## Architektur und Ausstattung

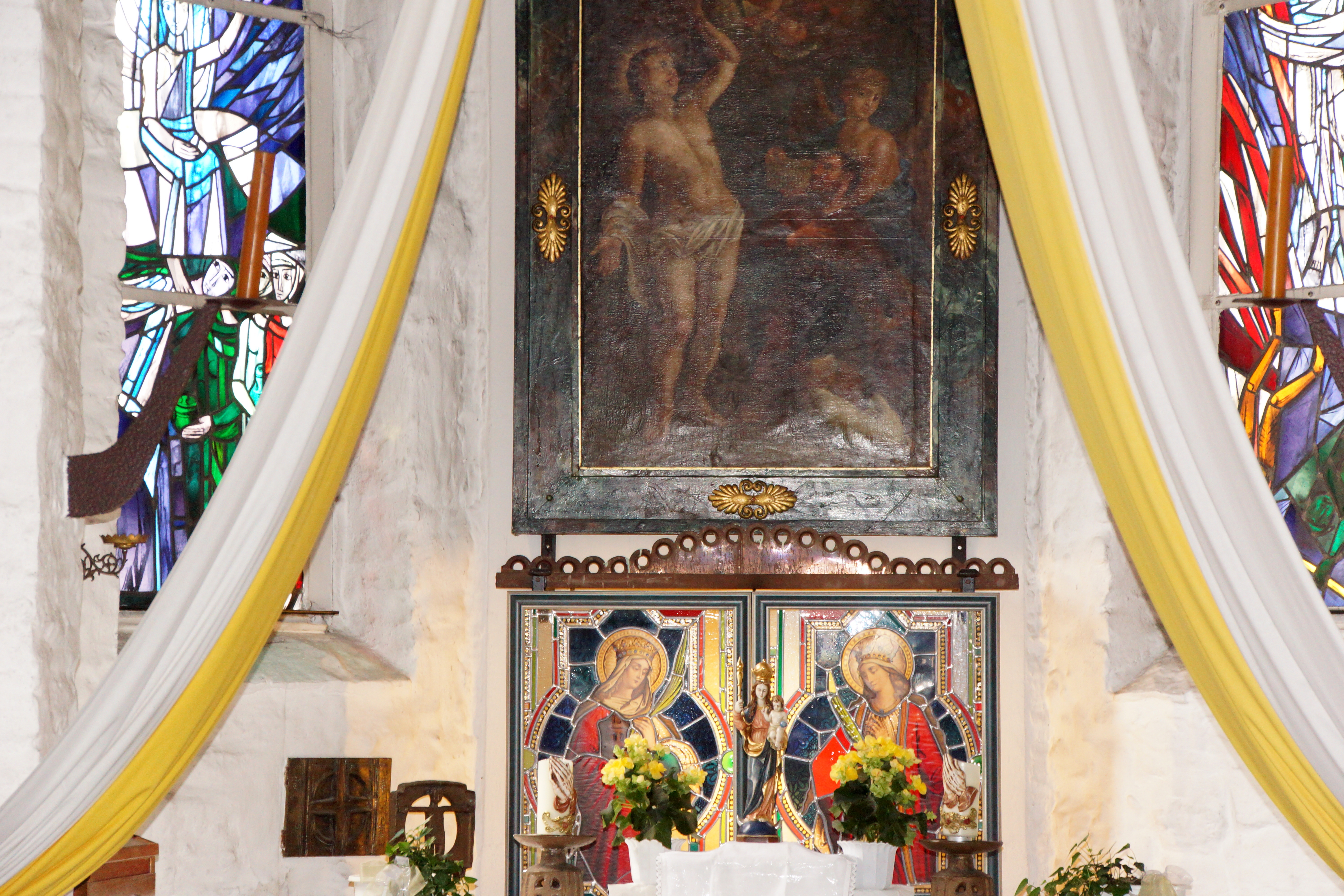
Altarbild

Die Kirche besitzt einen achteckigen Turm, der auf einem rechteckigen Turmsockel steht. Der obere Teil der Turms ist ein Ziegelbau während der untere Teil, wie der restliche Bau auch, mit Bruchsteinen errichtet wurde. Das Altarbild eines unbekannten Künstlers zeigt den Kirchenpatron St. Sebastian sowie den Pestpatron St. Rochus. Einige Einrichtungsgegenstände wie die Statue des hl. Wolfgang, eine hölzerne Tafel mit der Chronik der ersten Kirche, sowie ein hölzerner Opferstock und ein kleines Altarkreuz stammen noch aus dem Ursprungsbau von 1714.

### Glocken
Die ersten beiden Glocken erhielt die Kirche im Jahr 1930. Diese mussten jedoch kriegsbedingt zu Zwecken der Munitionsherstellung abgegeben werden. 1951 erhielt St. Sebastian eine Glocke von Pielenhofen aus der Werkstatt Hamm, Regensburg. Sie wiegt 120 kg und schlägt die Stunde. 1964 wurde die „Piusglocke“ (mit Reliefbild von Papst Pius X.) vom Kreuzberg nach St. Sebastian gebracht. Sie wurde 1956 von Perner, Passau, gegossen und wiegt 102 kg. Sie schlägt jetzt die Viertelstunden.